# Anoploderma breueri
Anoploderma breueri là một loài bọ cánh cứng trong họ Cerambycidae.